# Felipe Drugovich
Felipe Drugovich Roncato, född 23 maj 2000, är en brasiliansk racingförare.  Drugovich är 2024 test- och reservförare för Aston Martin i Formel 1. Han tävlar för närvarande i European Le Mans serien för Vector Sport i LMP2-klassen. Han är 2018 års Euroformula Open-mästare samt 2022 års Formel 2-mästare.

## Racingkarriär

### Euroformula Open

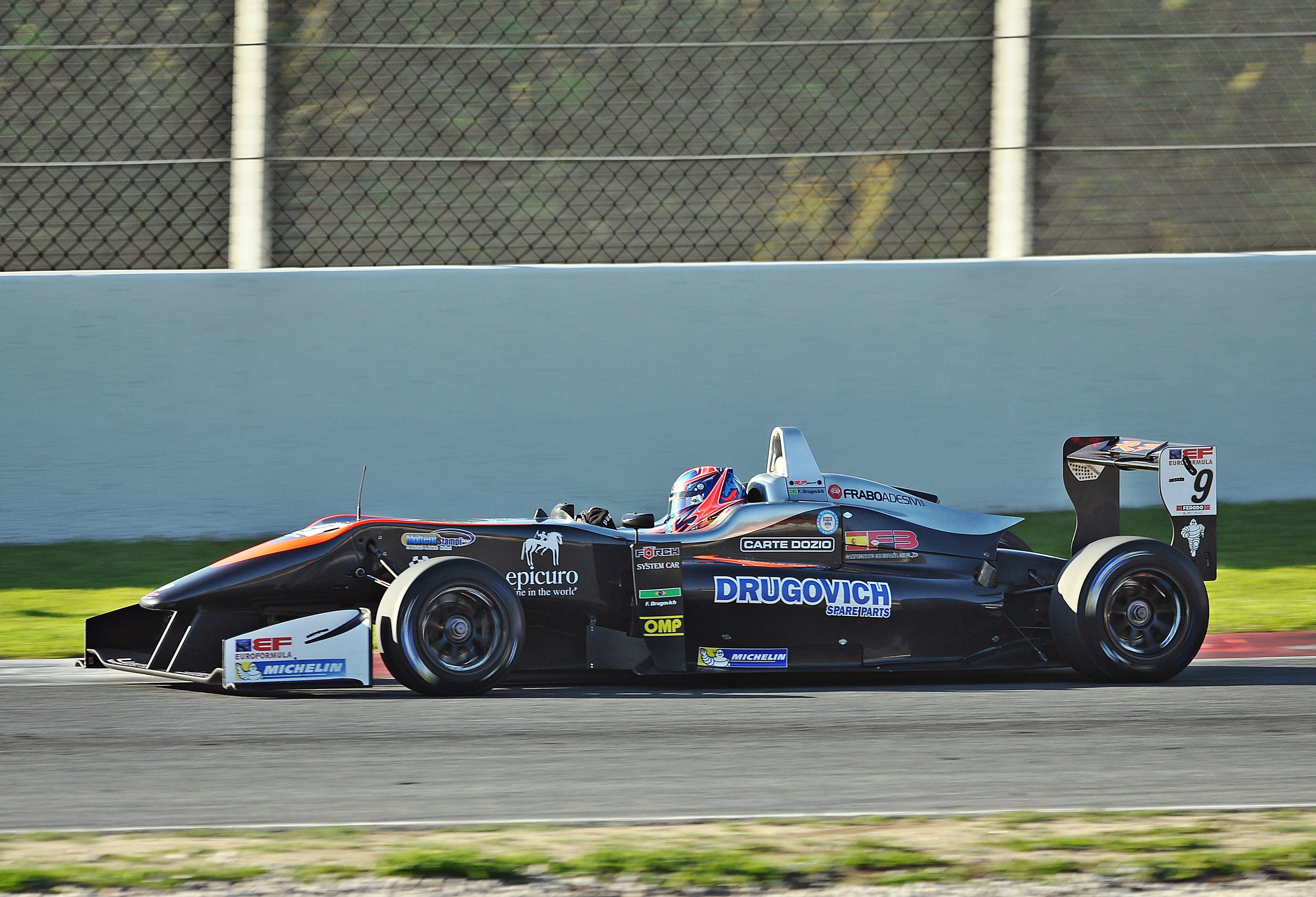
Drugovich, Euroformula Open 2017.

Drugovich gjorde sin debut i Euroformula Open under den sista omgången av 2017 års säsong som gästförare med RP Motorsport där han tog pole position. Trots ett misstag i det första loppet lyckades Drugovich ta sin första vinst i serien i det andra. Året därpå återförenades Drugovich med RP för att tävla i mästerskapet på heltid. Han dominerade mästerskapet när han slutade på pallen vid alla lopp, slog rekord med totalt 14 vinster och tog titeln på Monza med två omgångar kvar att köra.

### FIA Formel 3-mästerskap

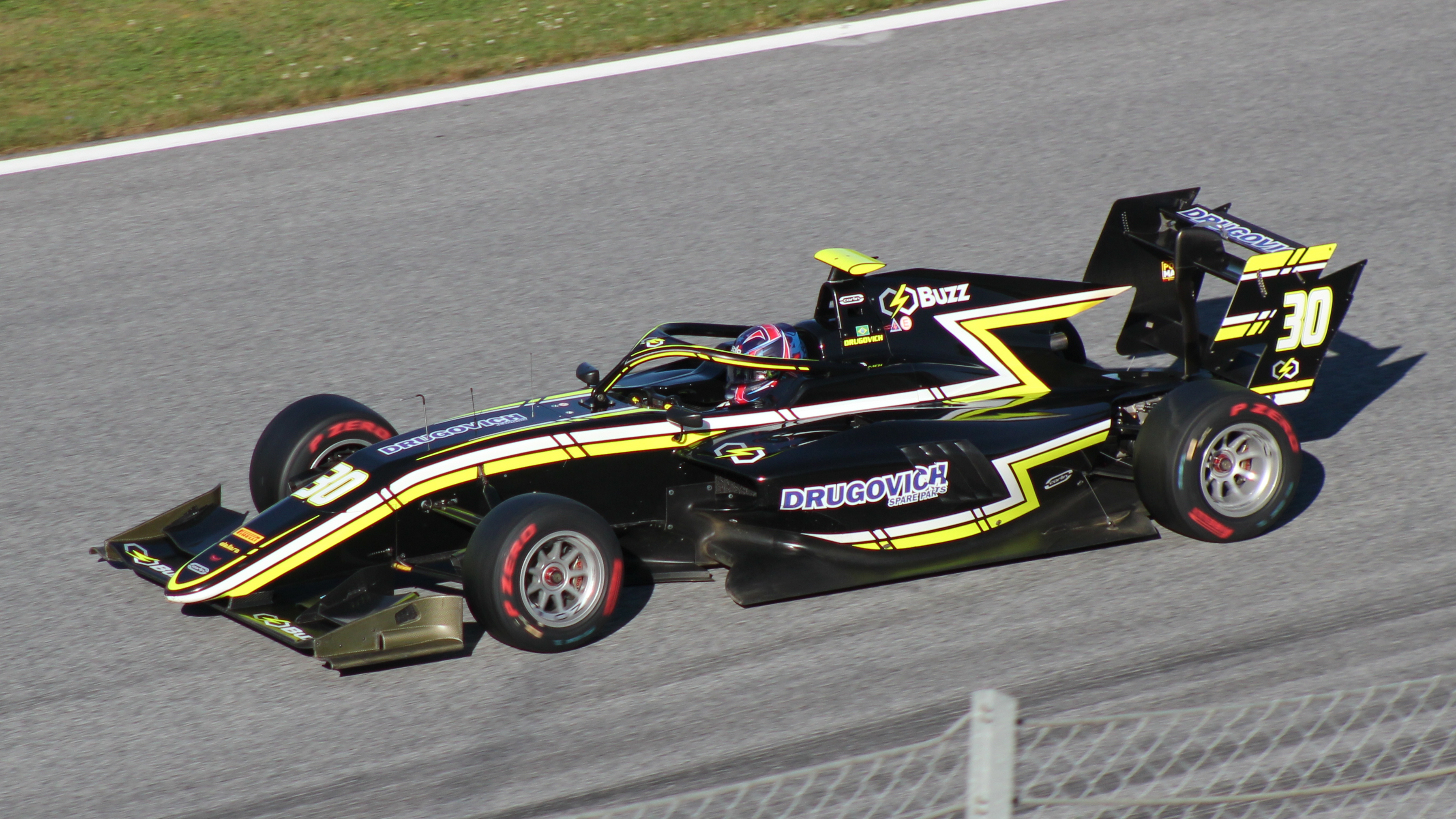
Drugovich, Österrike 2019.

I februari 2019 bekräftade Carlin Buzz Racing att Drugovich skulle tävla för dem, tillsammans med Logan Sargeant och Teppei Natori. Säsongen var tuff och Drugovich lyckades endast få poäng i första loppet i Ungern. Han var på väg mot en poängavslutning i lopp två, men drabbades av en punktering efter kontakt med Robert Shwartzman där båda tvingades bryta loppet. Säsongen slutade med 8 poäng och en 16:e plats i totalen.

### FIA Formel 2-mästerskap

#### 2020
Drugovich tecknade kontrakt med MP Motorsport för säsongen 2020, efter att ha kört för dem i post-season testet på Yas Marina. Säsongen var planerad att börja i mars, men blev försenad på grund av covid-19-pandemin. Drugovich imponerade i debutrundan av Formel 2 och kvalade in som tvåa bakom Guanyu Zhou på Red Bull Ring. Drugovich föll till en 4:e plats i det inledande varvet och slutade så småningom på en 8:e plats. Resultat gav honom dock pole position för feature-loppet. Där han lyckades få ett rent lopp och vann det efter att ha lett varje varv. I en intervju efter loppet kommenterade Drugovich att "det var verkligen inte [bekvämt] och det var riktigt svårt", på grund av tre omstarter under loppet.
Drugovich tog sin första pole position på Silverstone. Han beskrev sin pole som "fantastisk" och "perfekt".
Drugovich kvalade tvåa inför den första Bahrain-omgången, efter en hård strid med förstastartande Callum Illot lyckades Drugovich ta sin första feature-vinst med en dominerande marginal på 14 sekunder. Han beskrev vinsten som "överraskande".
Totalt slutade Drugovich sin första säsongen i Formel 2 på 9:e plats med 121 poäng. Han uppnådde totalt tre vinster, en pole position och fyra pallplatser.

#### 2021
Drugovich tecknade med Virtuosi Racing för 2021, tillsammans med kinesiska föraren Guanyu Zhou.

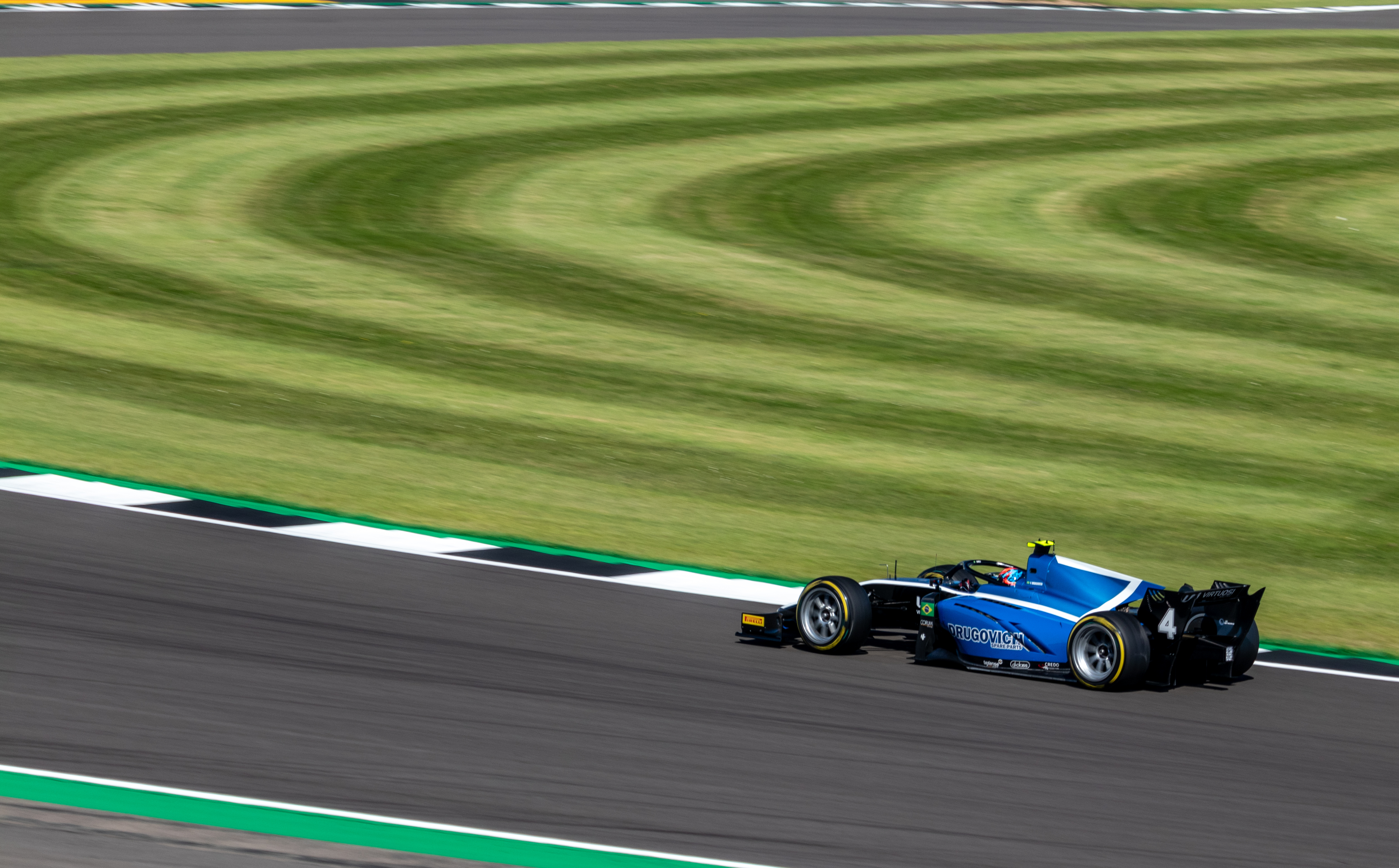
Drugovich, Silverstone 2021.

Drugovich fick sin första pallplats för säsongen i Monaco, där han slutade på en andraplats efter att Christian Lundgaard tvingades bryta med motorproblem. Under feature-loppet satsade Drugovich med en alternativ strategi och gjorde ett depåstopp redan på varv 10. Det visade sig vara en framgångsrik strategi och, efter missöden från Robert Shwartzman och Dan Ticktum, slutade Drugovich på en tredjeplats. Över radion uttryckte han att "det var det bästa loppet i [hans] liv".
Drugovich satte den snabbaste tiden under träningen i Sotji, och kvalificerade sig på en 13:e plats. Men på väg till startfältet för sprinten kraschade han kraftigt och fördes till sjukhus. Tack och lov kom han ut oskadd men förklarades att inte vara fullt frisk för att delta i loppet på söndagen.
Säsongen slutade på en 8:e plats med 105 poäng. Jämfört med lagkamraten Zhou, var Drugovich säsong ganska frustrerande med enbart fyra pallplatser och inga vinster.

#### 2022
Drugovich fortsatte med MP Motorsport för 2022, denna gång med stallkamraten Clément Novalak. Fortsättningen med det nederländska stallet beskrevs av Drugovich som att han "kände sig som hemma".
Drugovich tog sin andra pole position i serien och första för säsongen i Jeddah, efter att även toppat listan under träningen. Drugovich slutade fyra i sprinten, men befordrades till trea efter att Hughes diskvalificerades. Drugovich dominerade feature-loppet och vann med två sekunder, trots att Richard Verschoor började komma ikapp under de sista varven. Detta resulterade i att han tog ledningen i mästerskapet för första gången någonsin, med11 poäng, och uppgav att han hade "allt det självförtroende [jag] vill ha".

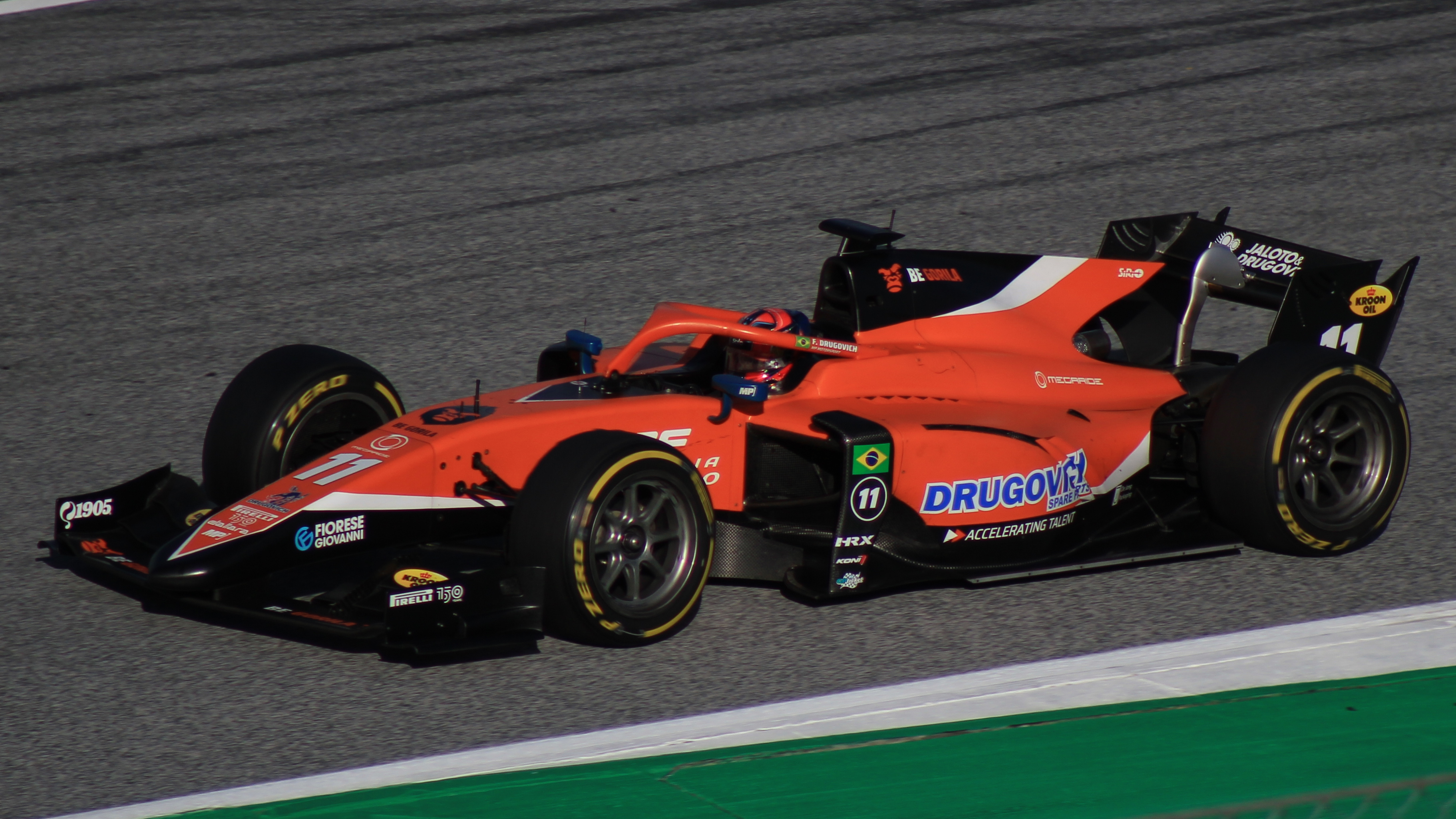
Drugovich, Österrike 2022.

Drugovich tog sin andra vinst för säsongen under sprint-loppet i Barcelona, efter att ha startat på en tredjeplats tog han ledningen i första kurvan och ledde sedan från start till målgång. I feature-loppet, efter ett depåstopp, körde Drugovich snabbt om andraplacerade Frederik Vesti. På varv 27 passerade han ledaren Jack Doohan och vann till slut med fem sekunder. Därmed blev Drugovich den första F2-föraren att vinna alla lopp under en F2-helg, vilket enligt honom "verkligen visade [sin] potential". Efter helgen i Barcelona återtog Drugovich mästerskapsledningen med 26 poäng.
Inför Monza stod mästerskapstiteln mellan Drugovich och Théo Pourchaire. I kvalet kvalificerade Drugovich på en fjärdeplats, men straffades fem platser för att ha brutit mot gula flaggor, vilket resulterade i en 12:e startplats för sprint-loppet. Pourchaire var tvungen att sluta sprinten som 6:a eller bättre för att kunna ta titeln ifrån Drugovich, men en 17:e plats innebar att Drugovich tog i titeln och korades som Formel 2-mästare. Efter loppet beskrev Drugovich sin titel som "inte hur [jag] förväntade mig det", efter att ha tagit titeln i depån på grund av skadade stötdämpare efter kontakt med Amaury Cordeel.
Drugovich avslutade året som mästare med 265 poäng, 101 poäng före närmaste rivalen Pourchaire, och tog totalt fem vinster, fyra pole positions och elva pallplatser.

## Formel 1
Den 12 september 2022, två dagar efter att ha vunnit Formel 2-mästerskapet 2022, avslöjades Drugovich som den första medlemmen i det nybildade AMF1 Driver Development Program, samt en av reservförarna för Aston Martin F1. Drugovich körde sin första Formel 1-bil när han testade AMR21 på Silverstone i början av november, ett test där han uppfyllde de nödvändiga kraven för att erhålla ett FIA Super License, för att senare kunna delta i FP1 under Abu Dhabis Grand Prix 2022. Drugovich deltog också i post-season testet i Abu Dhabi med Aston Martin.
Drugovich körde Aston Martin AMR23 under den första dagen av försäsongstestningen i Bahrain, efter att ordinarie förare Lance Stroll ådrog sig en skada i en cykelolycka. Han slutförde totalt 117 varv under testet. För Italiens Grand Prix 2023 återvände Drugovich till ratten på AMR23 när han körde i det första träningspasset, samt på Yas Marina Circuit under det första träningspasset i Abu Dhabis Grand Prix i november. Han avslutade träningen näst snabbast. Drugovich deltog sedan i post-season testet med Aston Martin och körde totalt 123 varv.
Drugovich fortsätter som test- och reservförare för Aston Martin under 2024. I september genomförde Drugovich ett test på Circuit de Barcelona-Catalunya för att provköra 2026:s prototypdäck. Drugovich deltog i FP1 under Mexikos Grand Prix, där han hoppade in i Fernando Alonsos bil. Han avslutade passet på en 18:e plats. 30 november meddelade Aston Martin F1 att Drugovich återigen skulle delta i en FP1 samt i "end-of-season test" på Yas Marina i Abu Dhabi. FP1 slutade på en 9:e plats och under testet körde han totalt 146 varv.

## Formel E
I april 2023 valdes Drugovich ut att köra för Maserati MSG Racing under Formel E Berlins rookietest, där han slutade på en första plats och satte ett varv enbart två tiondelar långsammare än den bästa tiden satt under SABIC Berlin E-Prix av Maximilian Günther. Drugovich återvände med Maserati under rookieträningen på Rome ePrix, där han återigen toppade listorna.
Drugovich återvände med Maserati i Berlins rookietest som hölls i maj 2024.

## Sportvagnsracing

### European Le Mans Series (ELMS)

#### 2024

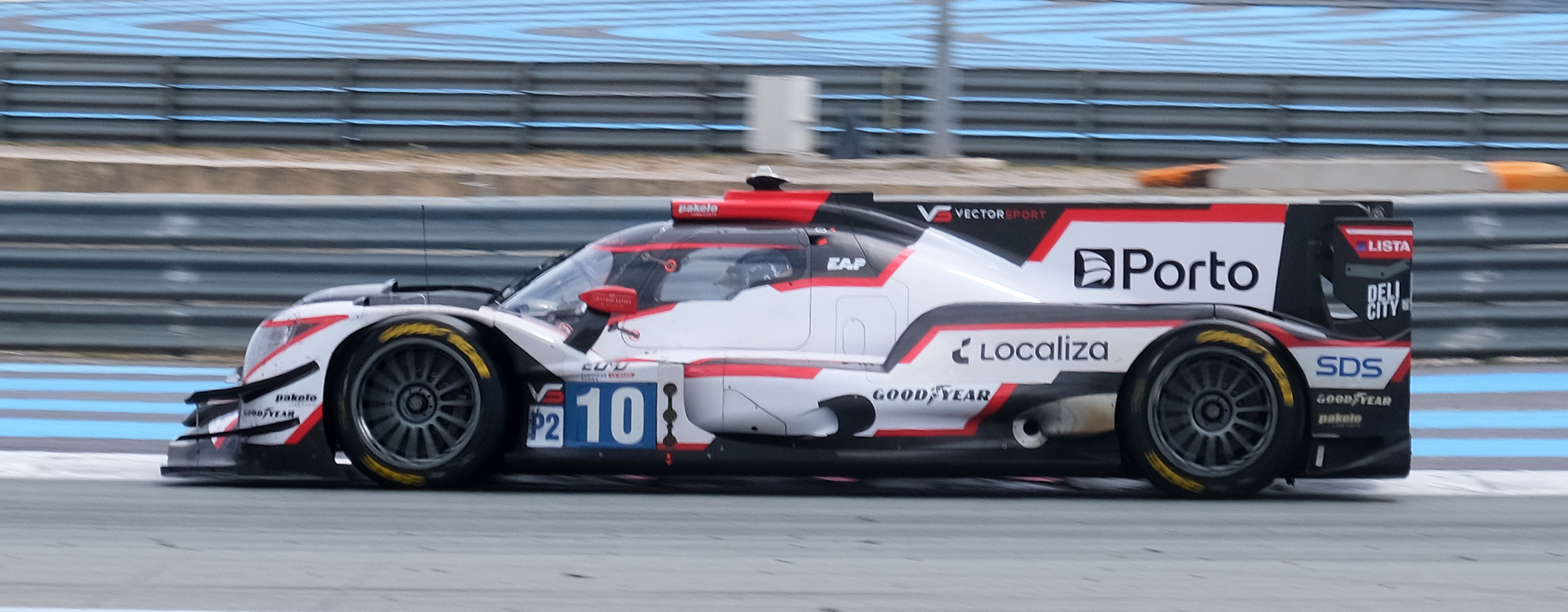
ELMS, Le Castellet 2024.

Efter ett år utan, återvände Drugovich till racing i och med deltagande i 2024 European Le Mans Series med Vector Sport. På Imola 4-timmars tog Drugovich och Vector Sport en tredjeplats. Under den näst sista omgången på Mugello 4-timmars kommer Drugovich att ersättas av Patrick Pilet, på grund av vad teamet kallar "a clash of events" för Drugovich.
Han deltog också i sin första Le Mans 24-timmars under 2024 med Whelen Cadillac Racing, där teamet slutade på 15:e plats i Hypercar-klassen.

## IndyCar
19 september 2024 meddelade Chip Ganassi Racing att Drugovich skulle testköra för första gången i IndyCar tillsammans med de på Barber Motorsports Park den 30 september. Efter testet uttryckte Drugovich att han var "överraskad av farten" samt att "det kändes annorlunda än vad jag väntade mig" men att överlag var han "väldigt glad med resultatet", han körde totalt 129 varv och med en bästa tid på 1:07.631.

## Annan racing
Drugovich valdes att tävla i Race of Champions 2023, som hölls i Piteå, Sverige. Där parades han ihop med franska rallyföraren Thierry Neuville i ROC Nations Cup, och tävlade för All-Star-laget som imponerade stort. Paret besegrade Team USA (Pastrana och Foust) och Team Germany (Vettel och Schumacher) innan de förlorade mot Team Norway (P. Solberg och O. Solberg) i finalen.